# Hajnsko
Hajnsko je naselje u slovenskoj Općini Šmarje pri Jelšahu. Hajnsko se nalazi u pokrajini Štajerskoj i statističkoj regiji Savinjskoj. 

## Stanovništvo
Prema popisu stanovništva iz 2002. godine naselje je imalo 153 stanovnika.